# Шаталова, Ирина Константиновна
Ирина Константиновна Шаталова (род. 12 апреля 1985, Москва) — российский продюсер, кинооператор, Директор и продюсер Международного фестиваля документального кино ДОКер.

## Биография

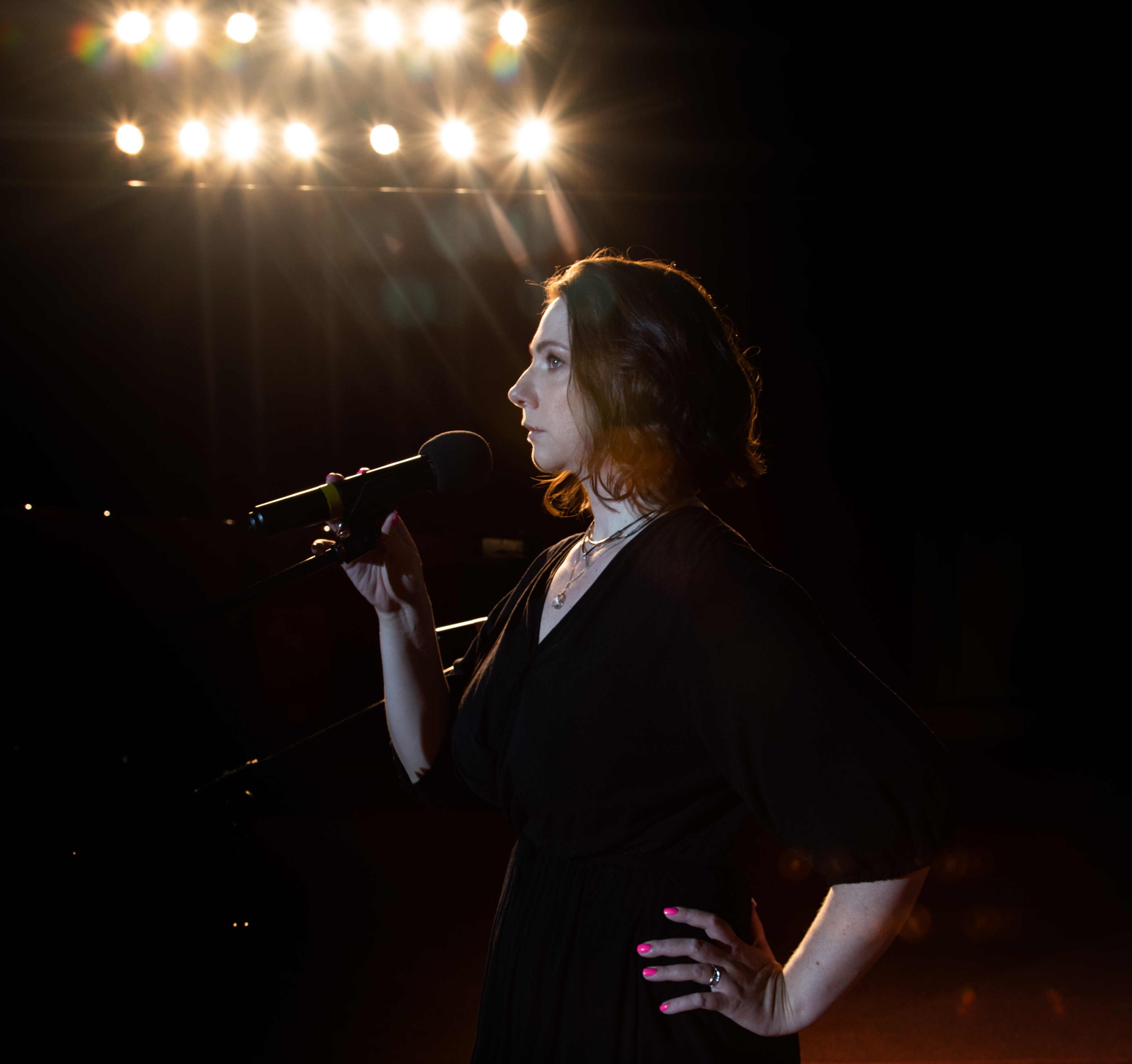
Директор и продюсер фестиваля ДОКер Ирина Шаталова на Открытии фестиваля 15 августа 2022 года

Закончила операторский факультет ВГИКа (2007), мастерскую В. И. Юсова. Как оператор работала с кинорежиссёрами Аленой Полуниной, Виталием Манским, Кириллом Серебренниковым, Настей Тарасовой, Лу Чуань, Марианной Яровской, Екатериной Еременко, Денисом Шабаевым, Тамарой Дондурей.
Курсовая работа студентки режиссёрского факультета ВГИКа Насти Тарасовой «Старая дача», снятая Ириной Шаталовой, на 9-м кинофестивале «Off cinema» в Познани завоевала Гран-при, и участвовала в 8-й программе «Европейского смотра новых талантов» 59-го Каннского кинофестиваля.
В 2009 году на Открытом фестивале документального кино «Россия» получила приз за лучшую операторскую работу над лентой Насти Тарасовой «Безработные» о русских гастарбайтерах в Польше.
В 2011 году Ирина начала продюсерскую деятельность. В 2014 году окончила курс продюсирования и дистрибуции Киноакадемии NYFA в Нью-Йорке и программу молодых европейских продюсеров «Emerging Producers» в Йиглаве, Чехия. 
Продюсер полнометражного документального фильма «Линар», который открывал Международный Фестиваль Документального кино в Салониках в 2014 году и имел фестивальный и зрительский успех в России и за рубежом. 
Продюсер полнометражного документального фильма «Алхимия Арктики» (совместное производство Россия-США), премьера которого состоялась на 12-м Международном Фестивале независимого кино «SouthSide Film Festival» в штате Пенсильвания, где работе достался Приз Зрителей за лучший полнометражный фильм. 
Основатель Международного фестиваля документального кино  «Докер».

## Фильмография

### Оператор
- 2005 — «Свет Белого моря»

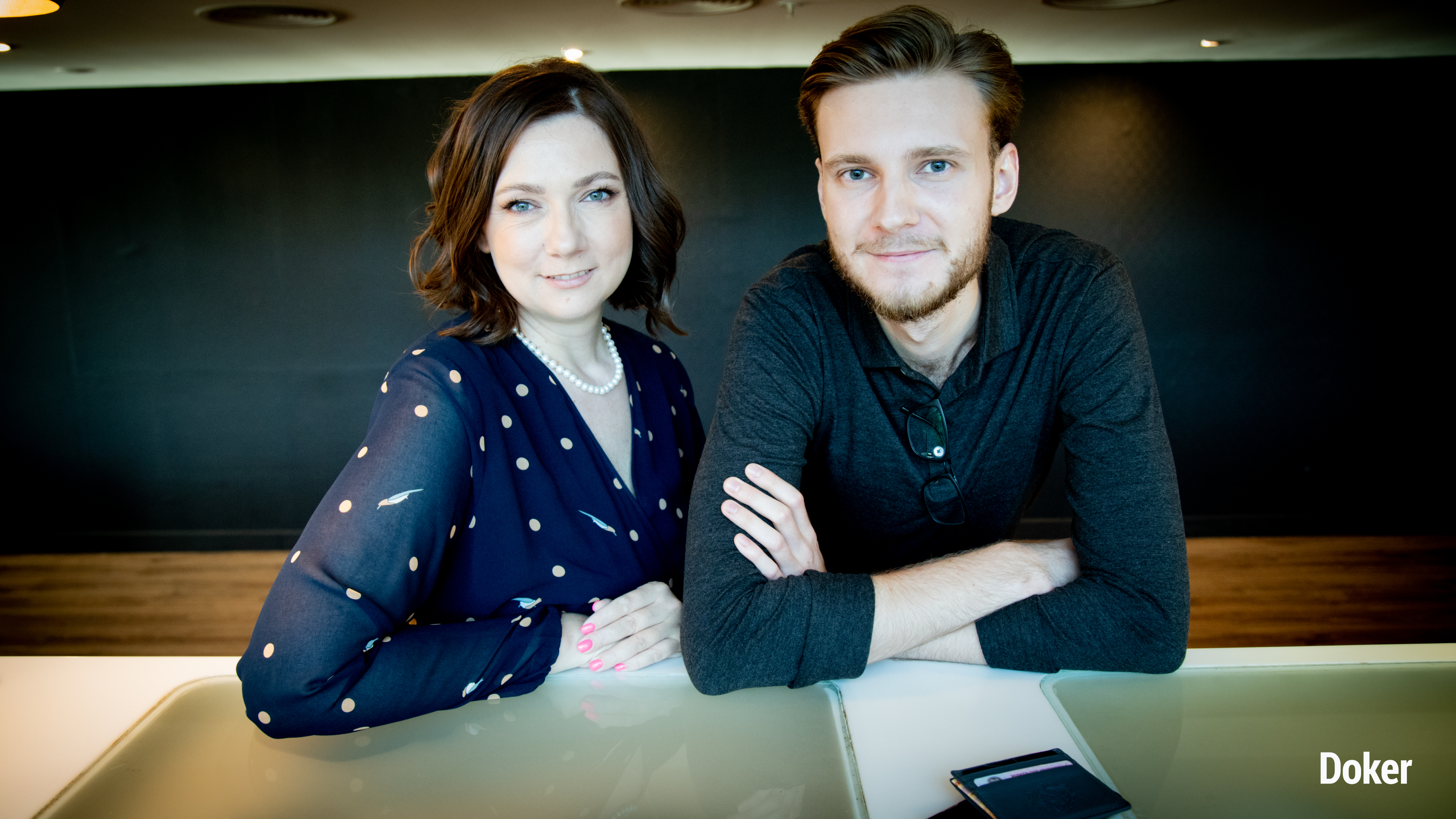
Директор и продюсер Международного фестиваля документального кино ДОКер Ирина Шаталова на Закрытии фестиваля со своим братом Валентином Шаталовым

- 2005 — «Старая дача» (режиссёр Настя Тарасова)[1]
- 2007 — «Фестиваль» (режиссёр Алена Полунина)
- 2008 — «Девственность» (режиссёр Виталий Манский)[1]
- 2008 — «Далай Лама: Рассвет/Закат» (режиссёр Виталий Манский)[1]
- 2008 — «Верная» (режиссёр Настя Тарасова)
- 2008 — «Революция, которой не было» (режиссёр Алена Полунина)[3]
- 2009 — «Николина Гора. Послесловие» (режиссёр Виталий Манский)
- 2009 — «Безработные» (режиссёр Настя Тарасова)
- 2010 — «Театр в тюрьме» (режиссёр Кирилл Серебренников)[4]
- 2012 — «Город М» (режиссёр Игорь Морозов)
- 2012 — «Срок»[5]
- 2013 — «Линар» (режиссёр Настя Тарасова)[6]
- 2015 — «Читай, Читай» (режиссер Евгений Коряковский)
- 2015 — «Лида, Ванда, Люся» (режиссер Юлия Зубавичене)
- 2015 — «Буквальная геометрия» (режиссер Екатерина Еременко)
- 2015 — «Алхимия Арктиики» (режиссер Настя Тарасова)
- 2017 — «Шепоты теории струн» (режиссер Екатерина Еременко)
- 2017 — «Маленький поезд» (режиссер Тамара Дондурей)
- 2018 — «Мира» (режиссер Денис Шабаев)
- 2018 — «Женщины ГУЛАГа» (режиссер Марианна Яровская)
- 2019 — «Пространство Лобачевского» (режиссер Екатерина Еременко)
- 2019 — «Дархан» (режиссер Гука Омарова)
- 2020 — «Math Circles Around the World» (режиссер Екатерина Еременко)
- 2020 — «Дети и слава» (режиссер Лу Чуань, Настя Тарасова, Тьяго Аракилян, Рима Дас, Шэйн Вермутен)
- 2021 — «Ты же девочка» (режиссер Настя Тарасова)
- 2022 — «Ольга Ладыженская» (режиссер Екатерина Еременко)
- 2022 — «Переправа» (режиссёр Настя Тарасова).

### Продюсер
2013 — «Линар» (режиссер Настя Тарасова)
2015 — «Алхимия Арктиики» (режиссер Настя Тарасова)

## Награды
- 2005 — Гран При «Золотой замок» на IX МКФ «Off Cinema» в Познани, Польша («Старая дача»).
- 2006 — Участник 8-й программы «Kodak European Showcase For New Talent» на 59-м Каннском кинофестивале («Старая дача»)
- 2009 — Приз за операторское мастерство на Открытом фестивале документального кино «Россия» за фильм «Безработные»[2]
- 2008 — Специальное упоминание жюри на 12-м МКФ документальных фильмов в Йиглаве, Чехия («Революция, которой не было»)
- 2008 — Специальное упоминание жюри на 51-м Международном Фестивале Документального кино и анимации в Лейпциге Германия («Революция, которой не было»)
- 2008 — Приз Гильдии Киноведов и Кинокритиков «Белый Слон» за Лучший документальный фильм года («Девственность»)
- 2008 — Главный приз фестиваля «Московская премьера» («Девственность»)
- 2009 — Приз за лучший документальный фильм на 20-м Кинофестивале в Триесте, Италия («Революция, которой не было»).
- 2009 — The LIBRARY AWARD департамента литературы Министерства культуры Франции на 31-м фестивале «Cinema du Reel», Франция («Революция, которой не было»)
- 2009 — Гран-при конкурса «Неформат» — 18-й Открытый фестиваль стран СНГ и Балтии «Киношок» («Революция, которой не было»)
- 2009 — Премия «SIC Noticias» за лучшее документальное расследование, фестиваль «DocLisboa», Португалия («Революция, которой не было»)
- 2009 — Приз Гильдии Киноведов и Кинокритиков «Белый Слон» за Лучший документальный фильм года («Революция, которой не было»)
- 2009 — Лучший документальный фильм Центральной и Восточной Европы на 13-м МКФ документального кино в Йиглаве, Чехия («Далай Лама 14. Рассвет/Закат»)
- 2009 — ALPE ADRIA CINEMA AWARD за лучший документальный фильм на Кинофестивале в Триесте, Италия («Далай Лама 14. Рассвет/Закат»)
- 2009 — Премия  «Лавровая ветвь» за Лучший авторский неигровой фильм года («Революция, которой не было»)
- 2009 —  Приз «Кентавр» за лучший короткометражный документальный фильм Международного конкурса на XIX Кинофестивале «Послание к человеку», Санкт-Петербург («Безработные»)
- 2012 —  Главный Приз 28-го Международного Кинофестиваля «Сталкер», Москва  («Город М»)
- 2013 —  Приз Зрительских Симпатий и Специальный Приз Жюри на Первом Национальном кинофестивале дебютов «Движение» в Омске («Линар»)
- 2013 —  Приз Зрительских Симпатий на 24-м Открытом фестивале документального кино «Россия» («Линар»)
- 2014 —  Номинация на премию «Silver Eye Award» в категории «Лучший Полнометражный фильм» года на МКФ Документального Кино в Йиглаве, Чехия («Линар»)
- 2014 —  Приз за Лучший полнометражный документальный фильм МКФ в Ванкувере, Канада («Линар»)
- 2014 —  Специальное упоминание жюри на МКФ в Боготе, Колумбия («Линар»)
- 2014 —  Специальная премия жюри 44-го МКФ в Джиффони, Италия («Линар»)
- 2014 —  Приз за Лучший Документальный Фильм на 22-м Кинофестивале в Сан-Франциско, США («Линар»)
- 2015 —  Приз Зрителей за лучший полнометражный фильм на 12-м Кинофестивале «SouthSide», США («Алхимия Арктики»)
- 2015 —  Номинация Литовской Киноакадемии в категории Лучший документальный фильм года («Лида, Ванда, Люся»)
- 2016 —  Номинация на премию «Лавровая ветвь» в категории «Лучший научно-популярный, просветительский фильм» («Буквальная геометрия»)
- 2018 —  Гран-При конкурса экспериментального кино на Международном кинофестивале «Темные ночи» в Таллине, Эстония («Мира»)
- 2018 —  Шорт-лист претендентов на премию «Оскар» в номинации «Лучший короткометражный документальный фильм года» («Женщины ГУЛАГа»)
- 2019 —  Специальный приз жюри «За проникновенность образов и этической  позиции» на Кинофестивале «Окно в Европу», Выборг («Женщины ГУЛАГа»)
- 2019 —  Приз критиков «За лучший документальный фильм» на Международном     фестивале документального кино в Гонконге («Женщины ГУЛАГа»)
- 2019 —  Приз Зрителей на Кинофестивале в Южной Корее («Женщины ГУЛАГа»)
- 2019 —  Приз «За лучший документальный фильм» на Фестивале документального кино в Беркли («Женщины ГУЛАГа»)
- 2019 —  Приз за лучший документальный фильм Фестиваля независимого кино в Париже ECU («Женщины ГУЛАГа»)

## Цитаты
- «Не секрет, что оператор может снять больше фильмов, чем режиссёр. Потому что он, как правило, долго не вынашивает замысел, не монтирует по три-четыре месяца кино. Я, правда, терпеть не могу халтуры, поэтому никогда на это не соглашаюсь. И недолюбливаю ящик телевизионный. Так что меня нельзя считать богатым оператором. Но мне нравится именно такое состояние. Такая свобода не каждому дана. У некоторых людей обстоятельства, семьи, тяга к деньгам, благам всяким бытовым. А я, получается, делаю, что хочу»[1] — Ирина Шаталова, 2009.
- «Если я когда-нибудь буду выступать за какое-либо табуирование, то, скорее, в игровом кино, а не в документальном, потому что иногда чья-то больная фантазия коробит гораздо сильнее этически неприглядной правды реального материала» — Ирина Шаталова, 2017.
- «Мы сейчас находимся в эпицентре развития какой-то новой волны. Правда, под словом „мы“ я имею в виду не российских документалистов, а документалистов вообще. Потому что российский документальный кинематограф пока, к сожалению, находится на отшибе» — Ирина Шаталова, 2019